# Xystrocera pseudosimilis
Xystrocera pseudosimilis là một loài bọ cánh cứng trong họ Cerambycidae.